# M'lefaat
M'lefaat est un site préhistorique du nord de l'Irak, situé à 35 kilomètres à l'est de Mossoul, daté de la période néolithique précéramique, vers 8000 - 7600 av. J.-C..

## Fouilles
Ce petit tell de 0,6 hectare a été repéré et sondé par Robert John Braidwood en 1954, puis fouillé en 1984 par une équipe irakienne dirigée par M. Matti Baba Altun, puis en 1989 et 1990 par Stefan Karol Kozlowski.

## Habitat
Il s'agit d'un des plus anciens habitats permanents attestés dans la région, témoignage du début de la sédentarisation dans le nord de l'Irak actuel. Il comprend deux niveaux d'occupation, constitués par de petites constructions circulaires (5 m de diamètre environ pour le niveau le plus ancien, autour de 7,5 m pour le plus récent) enterrées en pisé, et parfois en pierre, dans lesquelles l'accès devait se faire par la toiture, sauf dans un cas. Les maisons disposent de petites banquettes disposées en leur centre ou sur leurs côtés. Ces constructions sont disposées autour d'un espace central en terre battue où se trouvaient des installations domestiques : foyers, meules, mortiers.

## Vestiges archéologiques
L'outillage mis au jour comprend de nombreux microlithes, dont des pointes du type d'El Khiam, des haches polies et têtes de massue, des meules en grès, des mortiers en calcaire, un fragment de vaisselle en pierre anatolienne. 

## Mode de subsistance
Les habitants de M'lefaat pratiquaient la cueillette, la chasse et la pêche, mais il n'y a pas de trace d'agriculture (c'est-à-dire de céréales domestiques), bien que des premières expérimentations à cette époque soient envisageables. Les plantes cueillies étaient surtout l'orge sauvage et des légumineuses (vesces, lentilles), les animaux chassés des gazelles, renards, lièvres, sangliers et chèvres sauvages.